# Устройство выбора программ
Устройством выбора программ — узел телевизионного приёмника, на который возложены перечисленные ниже задачи:
1. Получение от пользователя команд на переключение каналов;
2. Хранение информации о соответствии диапазонов и частот каналов их номерам;
3. Запоминание последней введённой команды до момента ввода новой;
4. Индикация номера текущего выбранного канала;
5. Выработка дискретных и аналоговых сигналов, соответственно, переключения диапазонов и настройки входных и гетеродинных контуров селектора каналов телевизора в соответствии с информацией о текущем выбранном канале.

## История
Первые телевизионные приёмники не нуждались в переключении каналов, поскольку в каждой местности в то время имелся лишь один телеканал. Входные и гетеродинные контуры приёмных трактов таких телевизоров имеют фиксированную настройку. Некоторые из них вообще содержат приёмные тракты прямого усиления.
С развитием телевещания и появлением в ряде местностей нескольких телеканалов стали разрабатываться так называемые переключатели телевизионных каналов (ПТК), сначала пяти-, а потом двенадцатиканальные. По сути, это — устройство выбора программ и селектор каналов, выполненные в общем корпусе. Барабанный переключатель в таком устройстве поочерёдно подводит к пружинящим контактам планки, на которых расположены входные и гетеродинные контуры различных каналов. С введением телевещания на дециметровых волнах были разработаны и селекторы каналов дециметрового диапазона со встроенными механическими узлами плавной перестройки.
Изменение требований технической эстетики привело к необходимости разработки узлов управления телевизорами, в которых переключение каналов осуществляется не поворотом рукоятки, а нажатием клавишей либо прикосновением к сенсорным контактам. Попутно выяснилось, что селектор каналов, во избежание наводок, рациональнее располагать ближе к приёмному тракту, сделав узлы управления им, расположенные на передней панели телевизора, выносными. Так появились предпосылки для создания отдельных устройств выбора программ, рассматриваемых в настоящей статье.
Вопрос о том, каким именно образом лучше всего управлять селектором каналов, был решён не сразу. Так, в журнале «Радио» было предложено сенсорное устройство, вырабатывающее для управления селектором каналов дискретный позиционный код, позволяющий выбирать одну из четырёх программ. В селекторе же каналов предлагалось разместить четыре отдельных узла, состоящих из входных цепей, гетеродинов и смесителей, причём, в зависимости от выбранного канала, питание предлагалось подавать лишь на один из них. Понятно, что с увеличением числа каналов происходит удорожание устройства, а для перестройки любой из фиксированных настроек при появлении нового канала или перемещении существующего пришлось бы вручную настраивать входные и гетеродинные контуры каждой секции селектора.
Вскоре разработчики пришли к единому мнению, что перестраивать входные и гетеродинные контуры селектора каналов наиболее рационально с применением варикапов, тем более, что таковые в тот период уже находили применение в качестве элементов для перестройки частоты гетеродина в небольших пределах с целью автоматической подстройки частоты гетеродина (АПЧГ) в барабанных ПТК. Аналоговый сигнал для управления этими варикапами может быть подан в селектор извне через проходной конденсатор в его металлическом корпусе.
Выработка этого сигнала в блоке управления может осуществляться различными способами. В переносных телевизорах получило распространение применения для этой цели переменных сопротивлений, вынесенных на переднюю панель. В стационарных же аппаратах, равно как и в наиболее крупных переносных, стали устанавливаться блоки, содержащие многооборотные переменные сопротивления (по числу кнопок), предназначенные для запоминания фиксированных настроек, миниатюрные переключатели либо перемычки для запоминания диапазонов, механические либо электронные узлы для переключения каналов при нажатии пользователем клавишей или прикосновении к сенсорным контактам, а также элементы индикации.
В качестве последних первоначально предполагалось применять самые различные приборы: лампы накаливания, газоразрядные индикаторы, неоновые лампы, светодиоды, светодиодные индикаторы, вакуумно-люминесцентные индикаторы. На практике, однако, предпочтения разработчиков привели к тому, что лампы накаливания и газоразрядные индикаторы в отечественных устройствах выбора программ никогда не применялись. В переносных телевизорах нашли применение механические индикаторы, в которых при нажатии клавиши происходит поворот и подвод пластины, окрашенной в красный цвет, к расположенной внутри этой клавиши прозрачной вкладке.
Различаются в устройствах выбора программ и средства ввода информации. В ранних разработках находили применение сенсоры. Исторически сложилось так, что в русском языке сенсором называют не любой датчик, как в английском, а только датчик прикосновения. В более поздних устройствах начали использовать более дешёвые и помехозащищённые псевдосенсорные (синоним — квазисенсорные) клавиши, реагирующие не на прикосновение, а на очень лёгкое нажатие, что для пользователя почти равноценно. Они выполнены на основе механических контактных систем без фиксации с малым усилием срабатывания. Также выпускали устройства выбора программ на механических кнопочных переключателях с зависимой фиксацией — здесь усилие срабатывания уже значительное, но не требуются электронные схемы хранения информации и коммутации.
Устройства выбора программ одного и того же типа, но разных производителей могут иметь различный внешний вид передней панели, адаптированный к общему эстетическому решению телевизора. Установка в телевизор одного производителя однотипного модуля другого производителя не нарушит его работоспособность, но изменит внешний вид.
Дальнейшее совершенствование разработчиками телевизионных приёмников привело к созданию модулей синтезаторов напряжений (МСН), хранящих настройки в электрически стираемых ПЗУ, а затем — к разработке селекторов каналов с цифровым управлением по шине I2C и соответствующих узлов управления такими селекторами.

## Отечественные устройства выбора программ

### Для стационарных телевизионных приёмников

#### СВП-3
Первое отечественное сенсорное устройство выбора программ, выполненное на дискретных элементах (кремниевые кристаллические триоды серий КТ315, КТ601, КТ209). Разработано в середине 1970-х годов. Название его расшифровывается как «Система Выбора Программ, модель 3» (номера моделей 1 и 2, по всей видимости, были присвоены опытным разработкам, не пошедшим в серию).
Устройство СВП-3 применяется в унифицированных цветных телевизорах второго класса УЛПЦТ моделей 712 и 718, а также ранних экземплярах УПИМЦТ модели Ц-201. В неунифицированных чёрно-белых телевизионных приёмниках первого класса «Горизонт-107», «Горизонт-108» и «Горизонт-115» применено близкое по конструкции и принципу действия устройство, не являющееся унифицированным, как и сами телевизоры.
Устройство состоит из двух отдельных блоков, названных «Блок выбора программ» и «Блок предварительной настройки». Первый из них состоит из сенсорных датчиков и узлов их обслуживания, второй — из многостабильного триггера, совмещённого с кольцевым счётчиком, переменных сопротивлений для запоминания фиксированных настроек, миниатюрных переключателей для запоминания диапазонов, соответствующих фиксированным настройкам, ключей коммутации диапазонов и ключей коммутации индикаторных ламп.
Как известно, сенсорные устройства, реагирующие на прикосновения пальцев к контактным площадкам, могут работать на различных принципах. Это — и регистрация наводок от сети, и регистрация изменения сопротивления между контактными площадками. В устройстве СВП-3 применён третий способ, заключающийся в регистрации возникающей при прикосновении к контактной площадке утечки высокочастотного напряжения, вырабатываемого отдельным генератором.
Всеволновый селектор каналов СК-В-1, на работу с которым рассчитано устройство, имеет весьма запутанный алгоритм переключения диапазонов. Он состоит в подаче напряжения сразу на несколько входов, причём, в ряде случаев на одни из них необходимо подавать положительное напряжение 12 В, на другие — отрицательное. Помимо этого, метровый диапазон волн в нём поделён не на два, как в более современных селекторах, а на три растянутых участка. Расшифровка положений переключателей и коммутация в соответствии с ними входов переключения диапазонов этого селектора осуществляется специальными узлами в блоке предварительной настройки устройства СВП-3. Существуют также варианты устройства, рассчитанные на управление раздельными селекторами метрового и дециметрового диапазонов (например, СК-М-23 и СК-Д-23), где алгоритм переключения диапазонов значительно более простой, заключающийся в подаче напряжения питания +12 В на вход, соответствующий выбранному диапазону. Эти устройства выпускались в двух вариантах: СВП-3-1 и СВП-3-2. В них применено псевдосенсорное переключение каналов (с помощью кнопок без фиксации вместо сенсоров) и несколько изменена схема многостабильного триггера.
Как уже сказано выше, в устройстве используется оригинальная конструкция многостабильного триггера, совмещённого с кольцевым счётчиком. При местном переключении каналов переключение триггера в одно из положений осуществляется непосредственно по позиционному сигналу, подаваемому с блока выбора программ. При дистанционном переключении используется проводной пульт, включающий в свой состав одну кнопку. Каждое нажатие на неё вызывает переключение кольцевого счётчика в следующее положение, а при нахождении его в конечном положении — переключение обратно в первое. Всего в устройстве предусмотрено переключение шести каналов. Подробнее с принципом действия кольцевых счётчиков в целом можно ознакомиться в [2].
Элементы индикации располагаются вне устройства. Его конструкция предусматривает подключение как дискретных неоновых ламп, так и знакового газоразрядного индикатора. Однако, разработчики телевизоров предпочли не использовать последние вообще. В телевизоре УЛПЦТ модели 719 применяется нестандартная модификация устройства СВП-3-1, рассчитанная на работу с вакуумно-люминесцентным индикатором [3].

#### Серия СВП-4
В серию входят:
- Устройства СВП-4 (единственное сенсорное в серии, остальные — псевдосенсорные), СВП-4-1, СВП-4-2, СВП-4-3 с индикацией неоновыми лампами, выполненные на ИМС серии 155, собранные в корпусах двойной высоты и рассчитанные на установку в поздние модели телевизоров УЛПЦТ(И) (722, 723, 728, 736, 738, 739) и все модели телевизоров УПИМЦТ, кроме ранних экземпляров Ц-201;
- Устройства СВП-4-5 и СВП-4-6 с индикацией неоновыми лампами, выполненные на ИМС серии 155, собранные в корпусах одинарной высоты и рассчитанные на установку в телевизоры УСЦТ, а также ряд экземпляров УЛПЦТИ модели «Горизонт-736»;
- Устройство СВП-4-10 с индикацией светодиодами, выполненное на специализированной ИМС типа К04КП020, собранное в корпусе одинарной высоты и рассчитанное на установку в цветные телевизоры УСЦТ, поздние экземпляры УЛПЦТИ модели «Горизонт-736», а также чёрно-белые серии УСТ моделей 243 («Каскад», «Фотон») и 40ТБ-308 («Изумруд»);
- Редко встречающиеся устройства СВП-4-4 и СВП-4-7.

При ремонте устройства СВП-4-10 следует учитывать, что, несмотря на то, что высокое напряжение в этом устройстве не используется, оно всё равно присутствует на разъёме питания для обеспечения совместимости с устройством СВП-4-5.

#### КВП-2-1
Простое по конструкции и надёжное устройство кнопочного выбора программ на механическом переключателе П2К с зависимой фиксацией. Индикация осуществляется светодиодами. Рассчитано на установку в телевизоры 4УПИЦТ (3УСЦТ-П) модели 311.

#### Серия УСУ-1-15
В отличие от всех рассмотренных выше устройств, приборы УСУ-1-15 и УСУ-1-15-1 (расшифровывается как Устройство Сенсорного Управления) являются не шести-, а восьмиканальными. Содержат многостабильный триггер, выполненный на дискретных элементах и рассчитанный на несимметричное двуполярное питание. Индикация осуществляется светодиодами. Применяются в цветных телевизорах УСЦТ моделей 280 и 380, чёрно-белом телевизоре модели 50ТБ-313.
Устройство УСУ-1-15-1А имеет аналогичную конструкцию и рассчитано на применение в телевизорах тех же моделей, но вместо дискретных элементов выполнено на специализированной ИМС — К174КП3.

#### Серия МВП-2
В серию входит ряд восьмиканальных устройств на основе ИМС К1106ХП2. Индикация осуществляется при помощи ВЛИ марки ИЛЦ1-1/9. Он является «полутораразрядным», в том смысле, что содержит два знакоместа, но в старшем может индицироваться только цифра 1. В устройствах серии МВП-2 старший разряд индикатора не используется вообще, и поэтому после длительной эксплуатации разница в износе люминофора в старшем и младшем разряде заметна невооружённым глазом (в выключенном индикаторе изношенный люминофор выглядит более пожелтевшим). При отсутствии на складе индикатора ИЛЦ1-1/9 впаивались вручную на гибких выводах другие ВЛИ, например, ИВ-3А, а порой устанавливались и переходные платы со светодиодными индикаторами. Клавиши устройства хотя и считаются псевдосенсорными, усилие их срабатывания довольно велико. Приборы этой серии применяются в телевизорах 4УСЦТ.

### Для переносных телевизионных приёмников
Устройства выбора программ переносных телевизионных приёмников отличаются простотой конструкции и миниатюрностью. В чёрно-белых аппаратах они обычно выполнены на механических переключателях с зависимой фиксацией[4].

#### УУСК
Устройство управления селекторами каналов, предназначенное для установки в телевизоры «Юность» модели 405 и, с некоторыми изменениями конструкции, в телевизоры той же марки модели 406. Использует механический переключатель с зависимой фиксацией особой конструкции, в котором при нажатии кнопки к прозрачной накладке подводится пластина, окрашенная в красный цвет. Стабилитрон КС531В входит в состав УУСК. В поздних моделях телевизора модели 406 в УУСК применяется обычный переключатель П2К, а в модели 31ТБ-303 количество каналов увеличено с 6 до 8. С небольшими изменениями устройство используется и в телевизоре серии УПТ модели «Кварц 40ТБ-306».

#### УВП3-32М
Устройство выбора программ с индикацией светодиодами, выполненное на ИМС К174КН1 и трёх кристаллических триодах КТ3107А и предназначенное для применения в целом ряде носимых цветных телевизоров серии ПИЦТ взамен устаревшего устройства БВТП, выполненного на специализированной ИМС К416КН1.

## Снимки